# 越南裔比利时人
越南裔比利时人指的是出生在比利时或后来移民到比利时的有越南血统的人。2012年时，越南裔比利时人人口大约为14000人。

## 历史
从1965年开始，由于越南共和国政府与法国产生了嫌隙，南越当局便开始试图加强与其他法语国家的关系，一些南越的学生和外交官来到了比利时，这就是第一批移居比利时的越南人。很快，想要追求更高等教育以及就业机会的南越学生便把比利时选作除法国之外的最佳目的地，尤其是布鲁塞尔、列日、鲁汶等城市。 
四三〇事件后，从1978年开始，数量更大的一批越南移民以难民身份来到比利时。与移民法国的部分南越难民类似，移民比利时的南越难民大多在移民前就有较高的社会经济地位，凭借语言优势和文化常识，很快便融入了新国家的社会，而那些移民北美、澳大利亚以及欧洲其他国家的越南人的处境就没这么好了。
1989年柏林墙倒塌后，一些曾依靠越南共产主义政府资助并在前苏东阵营国家工作的越南人来到比利时寻求庇护。这些人中有很多来自前东德的越南外籍劳工，统一后的德国政府曾鼓励他们接受遣返，回到越南。

## 人口统计和文化
越南裔比利时人中有一大部分都居住在布鲁塞尔以及其周边地区。剩下的越南裔比利时人社群则主要聚居在位于国家南部、主要语言为法语的瓦隆大区，尤其是列日及周边地区。
越南裔比利时人社群与越南裔法国人社群一直维持着紧密关系。越南裔比利时人会因各种原因去到巴黎。
宗教信仰方面，绝大部分越南裔比利时人至少在名义上都是佛教徒，他们信奉大乘佛教，文化中也有受儒家思想影响的成分。

## 社会经济
越南裔比利时人社群已经很大程度地融入了比利时社会。对那些来自前南越的移民而言，即使初来乍到，他们也能凭借较强的法语能力开始学习、工作。的确有部分越南移民定居到了佛兰德地区，学习了荷兰语，但他们中的大部分还是搬回了布鲁塞尔或瓦隆大区。同时，生于比利时的越南裔人在学业方面成功率极高，胜过其他族裔的同龄人很多倍，升入高等教育学府的比例很大。 